# Movimento Todo o México
O Movimento Todo o México (em inglês: All of Mexico Movement), também conhecido como Movimento Todo México (em inglês: All Mexico Movement), foi uma ação de cunho político que visava expandir os Estados Unidos, de modo que incluísse todo o território pertencente ao México. Era uma expressão do Destino Manifesto e sua doutrina, mas que nunca entrou em vigor. Os Estados Unidos tomaram apenas os distritos pouco povoados no extremo norte mexicano, através do Tratado de Guadalupe Hidalgo (após a Guerra Mexicano-Americana de 1846-48).

## Antecedentes
Antes de James Polk tomar posse em 1845, o Congresso dos Estados Unidos aprovou a anexação do Texas. Polk queria ganhar o controle de uma parte do Texas, que declarava independência do México em 1836, mas ainda estava sendo reivindicada pelo governo mexicano. Isso abriu o caminho para a eclosão da Guerra Mexicano-Americana, em 24 de abril de 1846. Com o sucesso americano no campo de batalha, no verão de 1847 houve apelos para a anexação por meio do All of Mexico, especialmente entre os democratas orientais, que argumentaram que trazer o México para a pretendida União era a melhor maneira de assegurar a paz futura na região.[carece de fontes?]

## Controvérsias
A proposta de anexar todo o México foi controversa. Defensores idealistas da doutrina do Destino Manifesto, como John L. O'Sullivan, sempre sustentaram que as leis dos Estados Unidos não deveriam ser impostas às pessoas contra sua vontade. A anexação do território mexicano seria uma violação deste princípio. Outro ponto de discussão acerca deste manifesto esteve em estender a cidadania americana para milhões de mexicanos.
Esse debate trouxe à tona uma das contradições deste manifesto. Por um lado, enquanto idéias identitárias inerentes ao destino manifesto sugeriam que os mexicanos, como não-brancos, representariam uma ameaça à integridade racial branca e, portanto, não estavam qualificados para se tornarem cidadãos americanos. Um componente da "missão" do Destino Manifesto, sugeriu que os mexicanos seriam melhorados (ou "regenerados" como foi descrito), trazendo-os para a democracia americana. O identitarismo era usado para promover tal manifesto. Mas, como no caso de Calhoun e a resistência ao movimento All of Mexico, o identitarismo também era usado para se opor ao destino manifesto. Por outro lado, os defensores desta anexação consideraram-na como uma medida antiescravista. Muitos cidadãos norte-americanos sentiram-se incomodados pelo Catolicismo do México, a fraqueza do republicanismo e a ameaça de um aumento do nacionalismo mexicano.

### Fim da chamada
A controvérsia acabou com a cessão mexicana, que acrescentou os territórios da Alta Califórnia e do Novo México aos Estados Unidos, ambos mais esparsamente povoados do que o resto do território mexicano. Como o Movimento Todo Oregon (em inglês: All Oregon Movement), o All of Mexico diminuiu rapidamente.
O historiador Frederick Merk, no livro Manifest Destiny and Mission in American History: A Reinterpretation (publicado em 1963), argumentou que o fracasso dos movimentos All Oregon e All of Mexico indicavam que o Destino Manifesto não foi tão popular quanto os historiadores tradicionalmente retratam que tenha sido. Merk escreveu que, embora a crença na missão beneficente da democracia fosse fundamental para a história americana, o "continentalismo" agressivo era uma espécie de aberração apoiada por apenas uma minoria de norte-americanos (a maioria democratas), ao mesmo tempo em que foi contestada por Whigs e alguns democratas. Assim, os Democratas da Louisiana se opuseram à anexação do México, com o apoio de seus co-partidários do Mississippi.